# Fight for Life (jeu vidéo)
Pour les articles homonymes, voir Fight for Life.
Fight for Life est un jeu vidéo de combat sorti en 1996 sur Jaguar. Le jeu a été développé et édité par Atari.